# Ném bom trại tị nạn Nigeria 2017
Ném bom trại tị nạn Nigeria 2017 là một vụ oanh tạc vào ngày 17 tháng 1 năm 2017, khi một máy bay phản lực của Không quân Nigeria nhầm ném bom một trại tị nạn gần biên giới Cameroon trong Rann, bang Borno, Nigeria, tưởng lầm nó là một trại Boko Haram. Vụ đánh bom khiến ít nhất 52 người chết, trong đó có sáu nhân viên cứu trợ Hội Chữ thập đỏ, và khiến hơn 100 người bị thương.

## Bối cảnh
Boko Haram có một lịch sử của các hoạt động trong khu vực Rann, và quân sự của Nigeria đã thực hiện một cuộc tấn công vào năm 2016 đánh bật nhóm này ra. Tuy nhiên, những chiến binh Boko Haram trở lại sau khi mùa mưa của khu vực đã kết thúc, cho phép họ đi lại dễ dàng hơn, và trong ngày đã tấn công một cơ sở quân sự trong khu vực. 

## Vụ việc
Theo một nhà ngoại giao phương Tây nói với The New York Times với điều kiện giấu tên, quân đội Nigeria đã nhận được thông tin rằng các lực lượng Boko Haram đã tập hợp để chuẩn bị cho một cuộc tấn công vào một mục tiêu quân sự. Thiếu tướng Lucky Irabor, chỉ huy các lực lượng chiến đấu Nigeria Boko Haram ở đông bắc Nigeria, cho biết rằng ông đã ra lệnh cho một cuộc tấn công vào các vị trí nơi các tay súng được cho là tập hợp. Cuộc không kích diễn ra đôi khi trong ngày báo cáo khác nhau từ khoảng 09:00 giờ địa phương đến đầu buổi chiều - và khiến cho ít nhất là hàng chục người chết. Theo Bác sĩ không biên giới (MSF), hoạt động trong các trại bị đánh bom, ít nhất 50 người đã thiệt mạng, trong khi một quan chức của bang Borno làm việc trong các nỗ lực phục hồi nói với Associated Press rằng ít nhất 100 người đã chết. Một phát ngôn viên của Hội Chữ thập đỏ cho biết rằng sáu trong số nhân viên cứu trợ của nó nằm trong số những người chết. MSF cho biết rằng có đến 200 bị thương, với nhiều dự kiến sẽ chết qua đêm do các cơ sở y tế hạn chế và bác sĩ ở vùng sâu vùng xa, và các lực lượng cứu hộ quy mô lớn không dự kiến sẽ đến cho đến ngày 18 tháng 1.
Ngày 18 tháng 1, một tuyên bố Hội Chữ thập đỏ cho biết số người chết nằm ở mức khoảng 70, với 90 hoặc nhiều người bị thương còn lại trong Rann, 46 trong số đó đã "bị thương nặng".

## Phản ứng
Liên hiệp quốc (LHQ) và Hội Chữ thập đỏ cùng triển khai một nhiệm vụ trực thăng chở nhân viên y tế và 400 kg vật dụng, đến muộn vào ngày 17 và sơ tán tám công nhân Chữ thập đỏ. Các máy bay trực thăng khác của Liên hợp quốc triển khai để hỗ trợ trong việc sơ tán, trong khi MSF cho biết rằng nhân viên của mình tại Chad và Cameroon đã được chuẩn bị để nhận được các nạn nhân khi họ đã được ổn định cho vận chuyển từ Rann. Một số người bị thương đã được đưa tới thành phố Maiduguri Nigeria.
Tướng Irabor, thừa nhận lần đầu tiên trong cuộc chiến đấu chống lại Boko Haram rằng một cuộc tấn công của chính phủ đã dẫn đến thương vong dân sự, nói rằng "thật không may, phi vụ ném bom đã được thực hiện, nhưng rõ ràng rằng dân thường khác ở gần đó xung quanh khu vực và họ bị ảnh hưởng ", trong khi Tổng thống Muhammadu Buhari nói rằng vụ việc là một" sai lầm tác chiến đáng tiếc". Quân đội lên kế hoạch bắt đầu một cuộc điều tra các hành động của phi công bay nhiệm vụ và các chỉ huy có liên quan để xác định xem các cuộc không kích là một lỗi tác chiến hay không.
Mausi segun, một thành viên của Human Rights Watch ở Nigeria, cho biết rằng bất kể ý đồ đứng sau là gì, nhóm coi vụ đánh bom là một tội ác, nói rằng "nếu không có bằng chứng của một cuộc tấn công có chủ ý vào trại, đó sẽ là một tội ác chiến tranh, trại đã bị đánh bom bừa bãi, vi phạm luật nhân đạo quốc tế. "